# 汽車設計
汽车设计（英語：Automotive design）是一门涉及汽车外观美术设计、工程学、以及人体工程学等范畴的专门行业。
除美學藝術外，汽車設計師仍需懂一部分工程方面的知識。但是空氣動力學方面的设计大部分由專門的工程師負責。汽車設計師也需要根據市場喜好和產品定位、成本等对设计进行综合考量和修订，因此汽车设计不是純美學藝術的展現。汽车设计除了使用傳統的繪圖和黏土模型外，也有使用3D影像軟體进行設計者。
近代汽車設計對汽車銷售的影響愈來愈明顯，各汽车厂商经常会试图争夺对手厂商的汽车设计师，獨立的汽車設計公司影響力有減少的趨勢。
各車廠基於成本考量，通常不會在每款新車都上推出整輛車全新的機械設計，因此需要利用汽車不同的外觀與內裝設計製造新舊車款的差異，並降低開發成本。許多歐洲車廠喜歡在同一時期的不同種類汽車上提供類似的設計風格，以此来显示自己与其他汽车品牌的差异，有些受歡迎的歐美汽數十年都基本不改外型設計。優秀的汽車設計產品經常会成为經典汽車，而不会因为機械科技過時而失去價值。　

## 容易替換的產品
回顧汽車設計的歷史，在1924年，有一個重大的改變。因為美國及國際的汽車市場逐漸飽和，為了維持銷售額不降低，通用汽車的總裁艾爾弗雷德·P·斯隆決定每年推出新設計的「年度車種」，試圖說服消費者每年買一部新車，這是從自行車產業學來的策略。批評家稱之為降低品質來計畫報廢。Sloan自稱他的策略是「動態淘汰」。
這樣的策略對汽車產業、產品設計、甚至美國經濟有深遠的影響。较小的汽車製造商無法負擔每年變更設計的花費，因為自從道奇汽車公司推出較安全的全鋼鐵製車身後，大車廠汽車的車身鈑金採用機器沖壓成型，需要投資大型機器的成本。福特公司的亨利·福特堅持於工程師的見解、產業的規模、設計者的誠實，沒有跟進每年推出新車種這個主意。從1931年開始，通用汽車的規模超越福特汽車，並且逐漸成為汽車產業上最佔優勢的玩家，包括日本車廠在內各大車廠之後也都模仿通用汽車增加改款設計的策略，80年代後日本車廠改變車輛外型內裝設計的速度甚至比歐美車廠更快更頻繁。但是金融海嘯後通用所代表的美國貸款負債式消費崩落。事實上新車的開發成本愈來愈高，通用汽車也沒有每年都將汽車修改成新設計，20世紀90年代後期通用汽車甚至一度曾以減少新設計來降低成本和售價作為競爭策略。福斯汽車主席皮耶的自傳曾提到，設計汽車時較低價汽車車款的車身設計不能比高價車款漂亮，以免顧客只買較低價車款，基本上各車廠都採用此種設計策略。

## 外部連結
- Car Design News （页面存档备份，存于） News and resources for the international automotive design community
- Design Council Automotive Design Design Council UK's one stop shop information resource on Automotive Design by Chris Clements.
- Designerspace Interactive space for the automotive designers: portfolios gallery and world contests.
- DesignerTechniques （页面存档备份，存于） Free resource where you can learn the techniques and skills of auto designers
- Cost analysis of an advanced vehicle design.

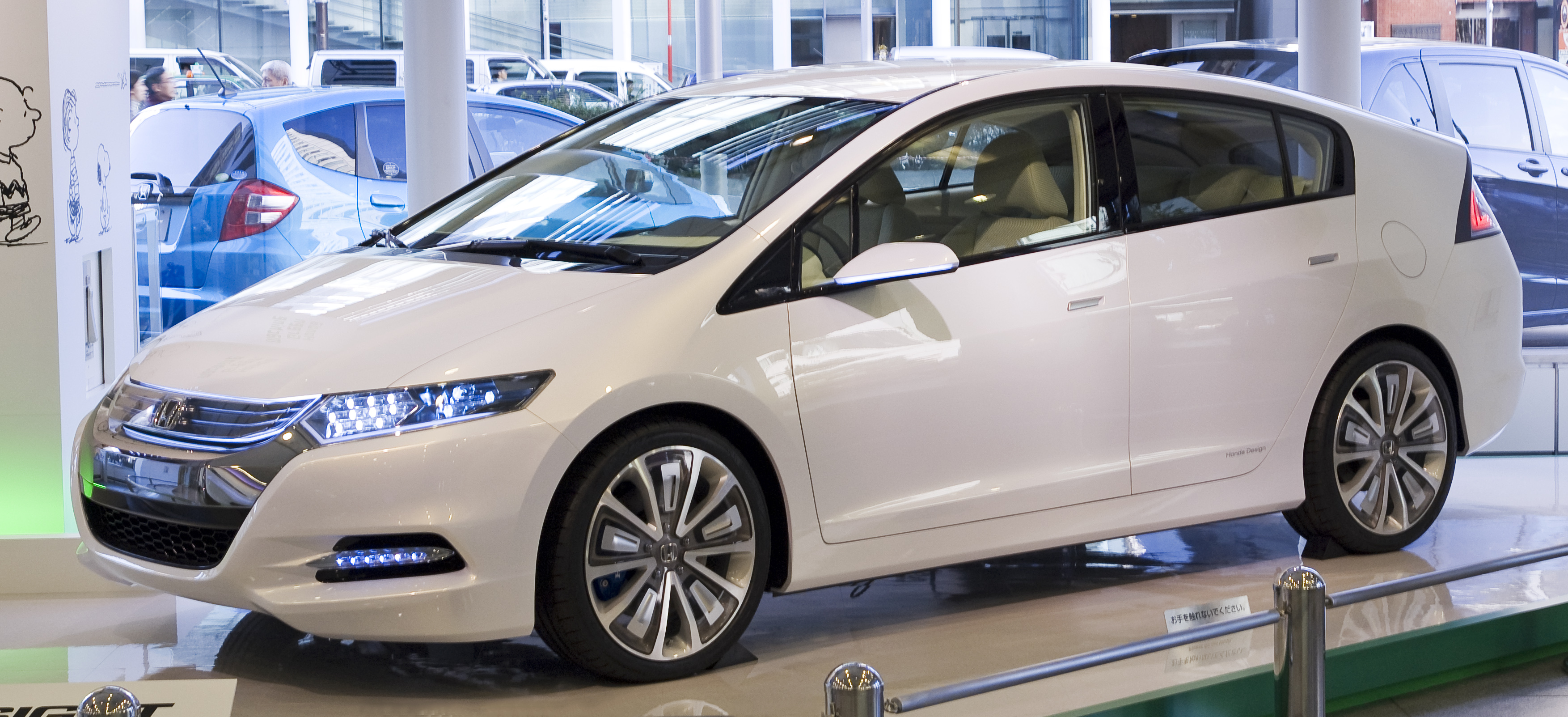
本田洞察者的外型設計

- Car Design Online （页面存档备份，存于） Automotive design from concept to production